# جولی هاگرتی
جولی هاگرتی (انگلیسی: Julie Hagerty؛ زادهٔ ۱۵ ژوئن ۱۹۵۵) هنرپیشه آمریکایی است. از فیلم‌هایی که وی در آن نقش داشته است، می‌توان به این دختر همان مرد است، هواپیما!، دور برگردان، برگشتن بخت، فردی انگولک شد، مری و بروس، پایان خوش، نشان، سگ‌های شکاری برادوی، در مورد باب چطور؟، خانواده فوری و داستان ما اشاره کرد.